# Teatro Sociale (Sondrio)
Il piccolo Teatro Sociale di Sondrio, venne completato, nel 1824, su disegno dell'architetto Canonica, uno dei maggiori architetti italiani del primo ‘800.

## Origini
Sino all'inizio del XIX secolo, l'area di piazza Garibaldi era occupata da orti e giardini.  Separata, com'era, dalla città murata dalle mura trecentesche segnate dalla porta detta ‘Cugnolo’.
Dopo la caduta del Regno italico essa venne attraversata da una nuova ‘Regia Strada Postale’ ed occupata da un piazzale, dedicato all'imperatore Francesco II, cui venne dedicato un busto.
Il primo edificio importante che si affacciò sulla piazza fu il Teatro Sociale, che fece da riferimento urbanistico per l'allineamento dei successivi edifici ottocenteschi: Casa Lambertenghi, del progettata nel 1826, l'attuale Banca d'Italia, progettata nel 1840, l'“Hotel de la Poste”, del 1855, la banca popolare, del 1882.

## L'intervento del Canonica
La costruzione venne finanziata da un gruppo di patrizi e notabili locali, incoraggiati dal ‘Imperial Regio Delegato della provincia’ (il nostro prefetto), Gaudenzio De Pagave. Quest'ultimo, milanese, si dava molto da fare, organizzando nel 1820 la riapertura del ginnasio ed affidando la costruzione del nuovo ospedale civile al Giacomo Moraglia, uno dei massimi rappresentanti del neo-classicismo del primo ‘800, allievo del Cantoni.
Così non deve stupire che anche per il teatro, da edificarsi nell'area dell'antico ‘Lazzaretto’, si ricorresse ad un'altra grande firma, nella persona del Luigi Canonica, già ‘architetto reale’ del cessato Regno d’Italia e che si era largamente illustrato in grandi edifici teatrali: il completamento del Teatro Sociale di Como, la costruzione del Teatro Carcano e del Teatro Fiando di Milano, del Teatro Amilcare Ponchielli di Cremona, della sala del Teatro Grande di Brescia, fra le altre realizzazioni.  

Il progetto del Canonica è del 1821, mentre il teatro venne inaugurato per il carnevale del 1824.
Nel 1825 il De Pagave poté inaugurare anche il nuovo piazzale antistante, in coincidenza con l'apertura ufficiale al transito della nuova strada dello Stelvio, iniziata appena nel 1819.

## L'edificio
Canonica disegnò un edificio con una superficie di poco più di un ettaro, per un'altezza media di circa dieci metri. Con la consueta struttura ad U, con una platea circondata dai palchi che la ridotta della struttura consentiva. L'edificio disponeva di un piccolo casino, ovvero un locale per le feste dei palchettisti, realizzato al primo piano.  

In tutti i suoi lavori teatrali, infatti, Canonica si ispirò agli schemi più caratteristici del teatro d'opera italiano di gusto neoclassico.  Che vennero, in effetti, formati proprio dal Canonica e dal suo maestro Piermarini. Si ignora chi abbia realizzato il cantiere (Canonica, saggiamente, si limitava ai disegni ed alla ‘direzione artistica’).

## Progressiva ed inesorabile decadenza
La struttura interna è, tuttavia, oggi difficilmente riconoscibile, a seguito di un distruttivo intervento di recupero avvenuto dopo la guerra.  In tale occasione la società dei palchettisti non accettò di mettere a disposizione le somme necessarie per un impellente restauro e decise, piuttosto, di cederlo al cav. Celestino Pedretti.  

La nuova proprietà realizzò un radicale intervento di modifica, che trasformò la sala in cinematografo e, infatti, è oggi conosciuto come ‘Teatro Pedretti’.  Sul fronte vennero aperte un bar e, perfino, un locale notturno sotterraneo.  

Da quel momento esso ospitò, oltre alle proiezioni, una stagione teatrale organizzata dal Comune, concerti ed altre manifestazioni organizzate da Circolo Musicale CID, le assemblee dei soci della Banca Popolare di Sondrio e del Credito Valtellinese, e, perfino, una trasmissione televisiva condotta da Gad Lerner.

## La rinascita
Chiuso al pubblico da oltre dieci anni il teatro è ora in fase di ristrutturazione.
Sono infatti ripresi a pieno ritmo i lavori di ristrutturazione e recupero funzionale del “Teatro Sociale”, che erano rimasti interrotti per la crisi che aveva colpito l'Associazione temporanea di imprese appaltatrice. 
Dopo l'accordo raggiunto e sottoscritto nell'ottobre 2013 tra il Comune e il Commissario della Società Sacaim (Società in amministrazione straordinaria), nel mese di novembre le opere sono riprese e, adesso, si stanno rispettando i tempi previsti.
In questo momento l'impresa sta procedendo a realizzare il nuovo arco scenico del teatro cioè il grande arco situato nella parte superiore del palcoscenico, che ne delimita lo spazio, incorniciandolo e separandolo da quello destinato agli spettatori. 
La fine dei lavori, in base al nuovo crono-programma che è stato sottoscritto tra le parti, è prevista entro la primavera del 2014.
A seguire, le operazioni di collaudo e quindi a partire dalla nuova stagione teatrale 2014-2015, la struttura verrà messa a disposizione dei cittadini di Sondrio e dell'intera provincia. Secondo le previsioni dovrebbe essere una struttura per spettacolo moderna e tecnologicamente avanzata che verrà utilizzata per rappresentazioni teatrali, opere liriche, concerti di musica, balletti, convegni e altro.